# Neuburgia
Neuburgia es un género botánico con 15 especies de plantas con flores perteneciente a la familia Loganiaceae.

## Especies
- Neuburgia alata
- Neuburgia celebica
- Neuburgia collina
- Neuburgia corynocarpa
- Neuburgia kochii

## Sinonimia
- Couthovia, Crateriphytum.